# Corte Sereno

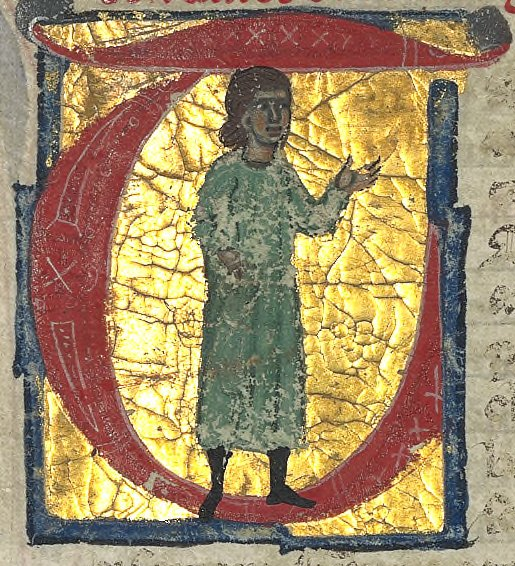
Sordello, da un manoscritto del XIII secolo

La Corte Sereno è una storica corte lombarda di Goito, in provincia di Mantova, situata ad est della città.
Fu edificata probabilmente nel XII secolo ed alcuni studiosi la ritengono il luogo di nascita del poeta Sordello da Goito (1200-1269).
Il nome deriva dai proprietari Serinni che la abitarono nel XVII secolo.